# Nuytsia
Nuytsia é um género botânico pertencente à família Loranthaceae.
1. ↑  «Nuytsia — World Flora Online». www.worldfloraonline.org. Consultado em 19 de agosto de 2020